# Magnus II de Mecklembourg
Magnus II de Mecklembourg, (en allemand: Magnus II von Mecklenburg), né en 1441, décédé le 20 novembre 1503 à Wismar.
Il fut duc de Mecklembourg de 1477 à 1479 puis de 1483 à 1503 et duc de Mecklembourg-Schwerin de 1479 à 1483, 

## Famille
Fils de Henri IV de Mecklembourg et de Dorothée de Brandebourg.

### Mariage et descendance
Le 29 mai 1478, Magnus II de Mecklembourg épousa Sophie de Poméranie-Wolgast(†1504), (fille du duc Éric II de Poméranie).
Sept enfants sont nés de cette union :
- Henri V de Mecklembourg-Schwerin (1479-1552), duc de Mecklembourg-Schwerin de 1503 à 1552.
- Dorothée de Mecklembourg (1480-1537), elle fut abbesse au monastère de Ribnitz.
- Sophie de Mecklembourg-Schwerin (1481-1503), en 1500, elle épousa l'électeur Jean Ier de Saxe.
- Éric II de Mecklembourg (1483-1508).
- Anne de Mecklembourg-Schwerin (1485-1525), en 1500 elle épousa le landgrave Guillaume II de Hesse (1469-1509), veuve, elle épousa en 1519, le comte Othon von Solms (1495-1522).
- Albert VII de Mecklembourg-Güstrow (1486-1547), duc de Mecklembourg-Güstrow.
- Catherine de Mecklembourg (1487-1561), en 1512 elle épousa le duc Henri IV de Saxe (1473-1541).

## Biographie
Magnus II de Mecklembourg fut un souverain énergique et rigoureux. Il succéda à son père en 1477. Henri IV de Mecklembourg fit pour sa Cour de grandes et inutiles dépenses. Magnus II de Mecklembourg limita le gaspillage. Pour le bien être de son peuple, il fit construire le canal qui relie l'Elbe à la mer Baltique et à la mer du Nord en passant par le lac de Schwerin. En 1483, le duché de Mecklembourg fut réunifié.
Après la mort de Magnus II de Mecklembourg, un acte de division dit Brandebourgeois de la principauté fut rédigé le 7 mai 1520. Mais le duché fut jugé malgré tout comme non divisé.
Il fut inhumé en la cathédrale de Doberan.

## Généalogie
Magnus II de Mecklembourg appartient à la lignée de Mecklembourg-Schwerin, cette lignée appartient à la première branche de la Maison de Mecklembourg.